# Efectes visuals òptics
Els efectes especials visuals òptics en el cinema es caracteritzen pel fet que afecten la imatge en si mateixa. En aquests casos, els efectes s'obtenen mitjançant un trucatge òptic ja sigui per mitjà de miralls, superposicions, reserva de material o impressora òptica. L'efecte, doncs, s'aconsegueix en el mateix moment en què es roda i es pot veure.

## Maquetes
Les maquetes de cinema són capaces d'evocar la presència d'escenaris increïbles que semblen reals, però que en realitat es tracten d'un efecte òptic.
El fet de fabricar maquetes a escala per aconseguir escenaris i localitzacions a mida, suposa un estalvi considerable pels estudis, ja que rodar en escenaris de gran envergadura no sempre és factible, fàcil o accessible. El mateix passa quan es filmen pel·lícules de ciència-ficció on és imperatiu l'ús de maquetes per fer possible el rodatge d'aquests llargmetratges.

### Velocitat i llum
Totes les preses de maquetes es roden amb càmeres VistaVision. Va ser la Industrial Light & Magic qui va tenir la idea d'utilitzar-les amb aquesta finalitat. En aquest tipus de càmeres, la pel·lícula no circula de manera vertical sinó que ho fa en horitzontal per obtenir una major superfície d'exposició. Amb això es guanya en qualitat d'imatge i és un procés molt important degut a la quantitat de transformacions a la que es sotmet la imatge inicial.
Per donar una sensació de realitat, les seqüències amb maquetes s'han de rodar a càmera lenta. El rodatge a càmera lenta consisteix en posar la càmera a molta més velocitat que la normal (24 fotogrames per segon), entre 90-300 fps, de manera que en reproduir-la a la velocitat normal, semblarà que tot va més a poc a poc.
Per triar la velocitat, Hi ha unes taules que indiquen la velocitat en funció de l'escala de la maqueta. Aquestes taules es poden trobar, per exemple, en l'American Cinematographer Manual.
Així, per a una miniatura de 1/16" a escala, l'invers de la fracció és 16. L'arrel quadrada de 16 és 4, i la velocitat de rodatge serà 4 vegades la normal (4x), per tant, el resultat serà de 96 fps. En un exemple, un cotxe que se suposa que viatja a 60 m/h, s'ha de moure a 1/16" d'aquesta velocitat en l'escala, però incrementant 4 vegades la velocitat de rodatge.
A velocitats molt altes, l'exposició de cada fotograma és molt curta i per això és necessari utilitzar gran quantitat de llum. Per tal que les maquetes no es cremin amb tanta llum, aquestes solen portar un sistema de refrigeració intern.
Les maquetes solen estar plenes de cables de fibra òptica que permeten recrear llums, finestres i d'altres il·luminacions interiors. Per rodar s'usen sistemes molt complexos de control remot guiat per ordinador, ja que s'han de realitzar diverses passades, i totes han de ser exactament iguals.

### Pantalla Blava
La maqueta es munta de manera fixa contra una pantalla blava i es roden diverses preses. La sensació de moviment s'aconsegueix pel mateix moviment de la càmera i no perquè es mogui la maqueta. Es roden tota mena de preses: de la maqueta, de les llumetes, dels motors, o dels reflexos, etc. Es necessària una precisió mil·limètrica perquè totes les preses coincideixin. Posteriorment, es fa una màscara de la maqueta gràcies a la pantalla blava i es combinen totes les preses que s'han realitzat amb un fons real per aconseguir una presa definitiva. La zona de la pantalla blava estarà ocupada pel fons i les altres preses es sumen per obtenir el resultat final.
Amb la pantalla blava es pot obtenir el fons i la màscara d'una imatge real. Per unir-les es necessitarà una impressora òptica. L'acció del fons, presa des d'un dispositiu, es copia primer, deixant que la màscara de fons avanci en contacte amb el positiu i tapant la zona del negatiu corresponent al primer terme. A continuació, el primer terme, pres al mateix temps des d'un positiu, es copia a la zona que ha quedat sense exposar del negatiu, amb la màscara de primer terme tapant el fons d'aquell positiu i deixant intacte la zona corresponent del negatiu. El resultat és una sola imatge composta de les imatges del fons i del primer terme que s'havien rodat per separat.
El procediment de pantalla blava pot combinar-se amb un gran nombre d'elements (acció real, animació, diferents parts d'escenari, etc.) en una sola imatge, d'aquí que la seva més recent utilització sigui en pel·lícules d'efectes especials, com per exemple, es va emprar en Star Wars per crear la majoria d'efectes visuals. Era un sistema òptic i, per tant, tenia certes imperfeccions, la més notable era la d'un fil negre al voltant de les imatges que es componien.
Avui dia es fan servir ordinadors per a realitzar tot aquest procés. Tot es digitalitza i la composició es realitza a l'ordinador. Només una vegada que s'obté la presa final, es passa a film a través de la impressora Digital.

## Transparències
Les transparències consisteixen en rodar a uns actors en un estudi, però creant la impressió que no es trobin allí. Per aconseguir-ho, cal que abans s'hagi rodat el fons en qüestió. És a dir, un equip ha d'anar a la localització d'exteriors i rodar els plans que interessin. Un cop a l'estudi, s'han de combinar les preses rodades amb la imatge real. En tots dos casos, cal cuidar que el tipus i els angles de la llum d'estudi coincideixin completament amb les del fons, ja que d'una altra manera l'efecte obtingut seria irreal i no s'aconseguiria la transparència desitjada.

### Projecció Posterior
La projecció posterior o fotografia de processos és una tècnica cinematogràfica d'efectes visuals que serveix per combinar presentacions en primer pla amb fons pre-filmats. Va ser àmpliament utilitzat durant molts anys en escenes de conducció, o per mostrar altres formes de moviment de fons allunyat.
Els intèrprets es troben davant de la pantalla mentre un projector situat al darrere d'aquesta emet una imatge invertida de fons. Això requereix un gran espai, ja que el projector ha de situar-se a certa distància des de la part posterior de la pantalla. Amb freqüència, la imatge de fons sembla feble en comparació amb el primer pla. La imatge que es projecta pot estar quieta o en moviment. S'utilitza una pantalla translúcida i uns projectors sincronitzats amb la càmera, que posseeixen uns obturadors similars als d'aquesta, el que provoca que sigui perceptible un parpelleig en la pantalla, però que en la imatge final no serà visible. Amb això s'aconsegueix que la imatge s'exposi cada vegada que l'obturador de la càmera es troba obert.
Aquests plans de procés van ser àmpliament utilitzats per filmar actors com si estiguessin dins d'un vehicle en moviment, quan en realitat es trobaven dins d'una maqueta del vehicle amb un so. En aquests casos, el moviment dels actors i dels accessoris del fons de pel·lícula i del primer pla era sovint diferents a causa de l'absència d'imatges del tipus Steadicam dels vehicles mòbils que s'utilitzen per produir l'efecte. La conseqüència més notable d'això eren cops i moviments contundents de la imatge de fons que després no serien duplicats pels actors.

### Projecció Frontal
Per aquesta tècnica es fa servir una pantalla especial anomenada pantalla Scotchlite. Es caracteritza per ser altament reflectant (200:1) i, per tant, es necessita molt poca llum per aconseguir l'efecte.Es tracta de projectar la imatge que es farà servir de fons sobre els actors. Per evitar que aquesta imatge es vegi damunt dels actors mentre es roda la presa, és quan es fa servir la pantalla Scotchlite. La quantitat de llum que s'utilitza és tan poca, que no és recollida per la càmera i així no es reflecteix en el decorat ni en els actors.
Per obtenir aquest efecte, cal alinear l'objectiu de la càmera amb el del projector. En ser la projecció frontal, s'utilitza un mirall semitransparent. Aquest tipus de miralls permeten veure a través d'ell, alhora que reflecteixen un alt percentatge de la llum que els arriba. Per tant, es posa la càmera per la part de darrere del mirall i el propi mirall se situa a 45° del projector, de manera que la imatge d'aquest és reflectida cap al decorat. Just davant del projector es posa una planxa de vellut negre perquè absorbeixi qualsevol tipus de llum que pogués passar a través del mirall i d'aquesta forma no ser reflectit cap al decorat. La pantalla Scotchlite, amb la seva reflexió de 200:1, multiplicarà per 200 la llum que li arribi i el fons només serà visible on estigui la pantalla.
La projecció frontal té diversos avantatges en comparació amb la projecció posterior. Com que la imatge es projecte des d'endavant i a la naturalesa reflectant de la pantalla, la imatge és més brillant i més clara. La pantalla reflectant de petites esferes també crea una imatge de fons amb major profunditat. Es necessita menys espai d'estudi i per tan es pot utilitzar una pantalla més gran, gaudint de més mobilitat en la col·locació de les llums i els intèrprets. A causa que el fons projectat serà una generació més antiga que la imatge d'acció real filmada davant de la pantalla, s'utilitzen càmeres de gran format, com la Panavisión de 65 mm o càmeres VistaVision, per filmar el fons, ja que la qualitat de les seves imatges minimitzarà la diferència. L'inconvenient d'aquest mètode és que els actors no es poden moure molt i que la càmera ha de romandre immòbil per evitar filmar ombres en la pantalla produïdes pels intèrprets.
Aquest mètode va ser utilitzat amb èxit per primer cop a la pel·lícula de Stanley Kubric: 2001, Una Odissea a l'espai (1968).
Tan el procés de pantalla blava com la composició digital s'utilitzen molt actualment per aconseguir els mateixos efectes que amb la projecció frontal, encara que aquest darrer procés segueix sent més senzill i pot resultar menys car.

### Sistema Zoptic
El sistema Zoptic és un invent de Zoran Perisic i pel qual ha rebut un Oscar tècnic de l'Acadèmia, a més de diversos premis pel seu treball en efectes especials i les seves aportacions a la tècnica cinematogràfica. Una de les seves contribucions més famoses va ser en la pel·lícula Superman, on va utilitzar aquest mètode.
L'invent de Perisic es basa en una modificació del sistema de projecció frontal on la principal diferència es troba en el tipus de projector que es fa servir. Aquesta variació consisteix en un projector i en una càmera, però amb la particularitat que el zoom de la càmera està sincronitzat amb el del projector. D'aquesta manera, quan el zoom de la càmera s'apropa, el del projector també s'apropa i viceversa, donant la sensació de moviment.
En la pel·lícula, per fer volar a Superman amb aquest sistema, el procediment va ser senzill. Es penjava a l'actor d'uns filferros, se'l posava davant de la pantalla Scotchlite i es projectava la imatge del projector. Per donar la sensació de volar, s'acostava o s'allunyava el zoom de la càmera, el que provocava que el zoom del projector ampliés o reduís l'enquadrament, produint la il·lusió de desplaçament. S'afegien moviments de càmera i ventiladors per crear l'efecte final.
Es poden aconseguir efectes similars mitjançat la utilització d'una unitat de projecció frontal muntada sobre rails, amb un objectiu fixe i un sistema d'autofocus tan per la càmera com pel projector, encara que aquest mètode és menys flexible i la velocitat aparent del subjecte resulta menor.

## Rererències
1. ↑  «Efectos especiales visuales en el cine - cinemaniacos.net» (en castellà). [Consulta: 27 novembre 2017].
2. ↑  «Zoran Perisic». [Consulta: 27 novembre 2017].
3. ↑   «Effects of days past: making Superman fly» (en anglès). fxphd, 05-08-2013.